# Sydney Chandler

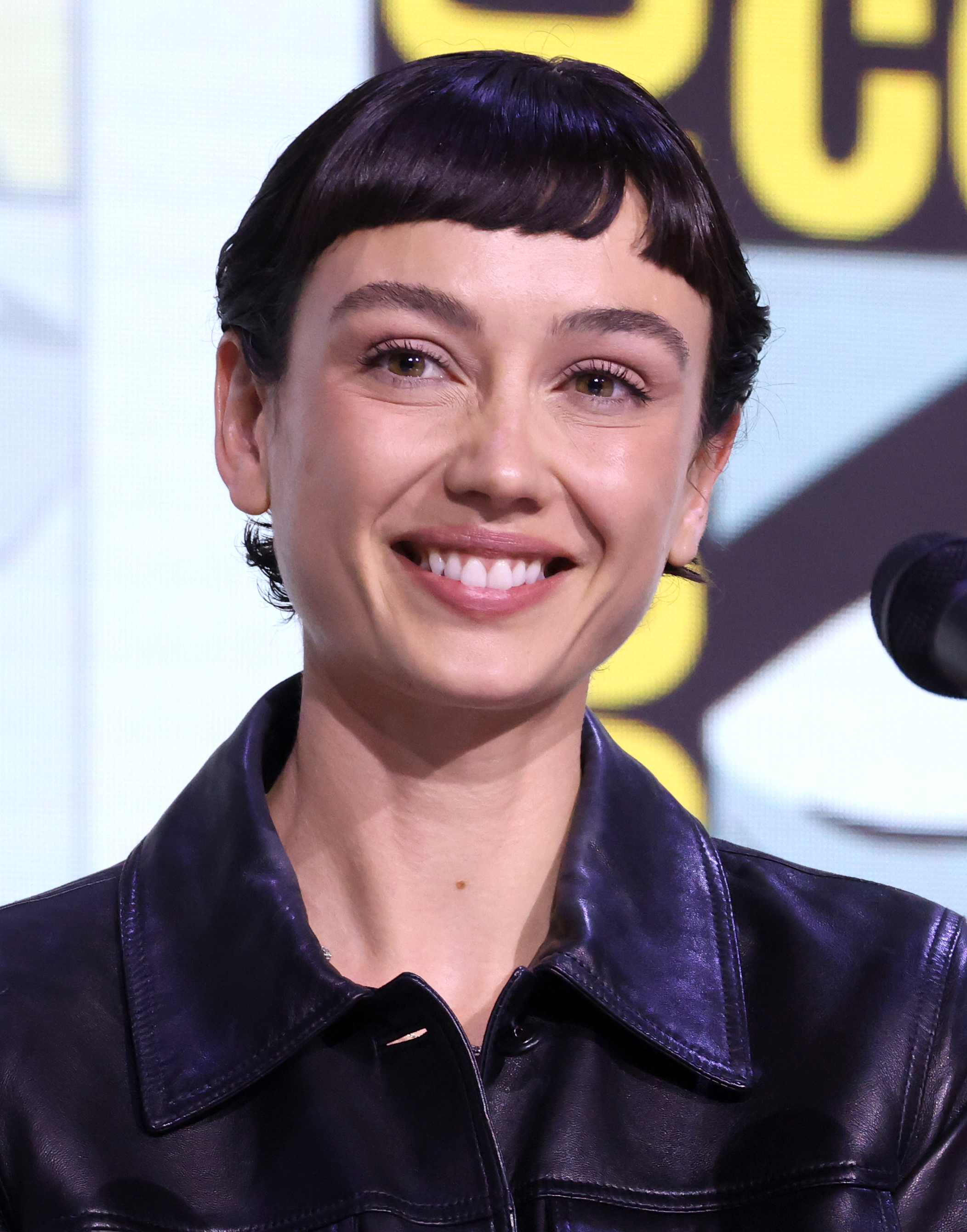
Sydney Chandler (2025)

Sydney Chandler (* 13. Februar 1996) ist eine US-amerikanische Schauspielerin.

## Leben und Karriere
Sydney Chandler wurde als Tochter des Schauspielers Kyle Chandler geboren und wuchs in der Nähe von Austin, Texas auf, wo sie auch Schauspielunterricht erhielt.
In der Musikerbiografie Pistol (2022) von Danny Boyle basierend auf den Erinnerungen von Steve Jones, dem Gitarristen der Sex Pistols, übernahm sie die Rolle der Chrissie Hynde. Im Thriller Don’t Worry Darling von Olivia Wilde, der bei den 79. Internationalen Filmfestspielen von Venedig im September 2022 uraufgeführt wurde, verkörperte sie an der Seite von Douglas Smith die Rolle der Violet. In der im April 2024 auf Apple TV+ veröffentlichten Miniserie John Sugar mit Colin Farrell in der Titelrolle übernahm sie die Rolle der Olivia Siegel.
2023 wurde sie für eine Hauptrolle in der FX-Serie Alien: Earth von Noah Hawley besetzt.
In den deutschsprachigen Fassungen wurde sie unter anderem von Patrizia Carlucci in Don’t Worry Darling und John Sugar sowie von Jana Schölermann in Pistol synchronisiert.

## Filmografie (Auswahl)
- 2016: The Golden Rut
- 2019: SKAM Austin (Fernsehserie)
- 2019: Jellyfish (Kurzfilm)
- 2022: Chemistry (Kurzfilm)
- 2022: Pistol (Mini-Serie)
- 2022: Don’t Worry Darling
- 2024: John Sugar (Sugar, Miniserie)
- 2025: Alien: Earth (Fernsehserie)